# Andreï Iakovlevitch Sergueïev
Pour les articles homonymes, voir Sergueïev.
Andreï Iakovlevitch Sergueïev, né le 3 juin 1933 à Moscou et mort le 27 novembre 1998  à Moscou, est un écrivain, poète et traducteur russe qui a reçu le prix Booker russe en 1996 pour son livre de Mémoires,  L'Album de timbres.

## Biographie
Sergueïev commence à être connu à la fin des années 1950 pour ses traductions de poésie anglaise, notamment celles de T. S. Eliot, W. H. Auden et de Robert Frost, ainsi que des ouvrages de Carl Sandburg, James Joyce, ou Dylan Thomas. Il appartient au groupe littéraire réuni autour de Léonid Tchertkov, appelé le groupe de Tchertkov; cependant ses propres œuvres ne sont publiées qu'après la chute de l'URSS dans les années 1990. Ses premiers poèmes sont publiés en 1993 dans Novy Mir et La Nouvelle revue littéraire. Ses Mémoires, L'Album de timbres reçoit le prix Booker russe en 1996.
Sergueïev était ami de Joseph Brodsky depuis les années 1960. Ce dernier lui dédia un certain nombre de poèmes, comme le cycle Post Ætatem Nostram.
Il meurt après avoir été renversé par une jeep en 1998 à Moscou.